# Ряжский краеведческий музей
Ря́жский краеве́дческий музе́й — муниципальное бюджетное учреждение культуры Ряжского района Рязанской области, расположенное в районном центре г. Ряжске.

## История музея
В 1962 году активисты-краеведы А. А. Царькова, П. И. Пономарёва, Н. Ф. Серовская и М. В. Дмитревская, ряжцы-ветераны войны и труда выдвинули предложение о создании в городе общественного историко-краеведческого музея. Проведена большая работа по изучению истории родного края, сбору экспонатов и информации о знатных земляках — участниках важнейших событий, деятелях науки и культуры. В марте 1976 года состоялось открытие комнаты истории родного края, а в 1978 году была создана комната комсомольской славы.
Музей основан в 1991 году как филиал Рязанского историко-архитектурного музея-заповедника. Его открытие для посетителей состоялось 6 июня 1993 года. Располагался музей в бывшем здании дорожного техникума по адресу ул. Пушкина, д. 4.
В 1997 году получил статус муниципального учреждения культуры.
В 2002 году к 500-летию города Ряжска по решению Районной Думы музей был размещён в бывшем доходном доме купца Д. И. Петрова, находящемся в центре города по адресу ул. Комсомольская, д. 11/41. 28 августа 2002 года в музее были открыты два зала стационарной экспозиции «Ряжский край с древнейших времён» и два выставочных зала. В 2006 году открыта стационарная экспозиция «Ряжск — город уездный». После выполнения в 2005 году ремонта зала для экспозиции «Ряжский край в годы Великой Отечественной войны», формирования и оформления витрин в 2008 году состоялось его открытие для посетителей. В 2010 году открыта стационарная экспозиция «Ряжский край в XX веке».
В декабре 2004 года в музее прошли первые краеведческие чтения имени В. И. Гаретовского, ставшие ежегодными. В 2006 году при музее открыта научная библиотека его имени и на стене здания установлена мемориальная доска. Работает литературный салон.
3 октября 2017 года подписан договор об учреждении Ряжского краеведческого музея общественным филиалом Музея Победы. С этого момента ряжский музей является активным участником федерального проекта «Территория Победы».
12 июня 2021 года на здании музея была открыта мемориальная доска Герою Социалистического Труда и лауреату Государственной премии СССР Д. М. Гармаш.
Руководители музея
Основателем и директором общественного историко-краеведческого музея была Анна Афанасьевна Царькова (1912—2002) — почётный гражданин г. Ряжска (1989) и почётный краевед Ряжского района (1995), заслуженный работник культуры Российской Федерации (2002).
Директора музея:
- Васильковский Александр Наумович (с 1991 по 1992 год)
- Милованова Галина Александровна (с 1992 по 2004 год)
- Косарева Галина Васильевна (с 2005 по 2018 год)
- Мокроусова Юлия Владимировна (с 2019 года)

## Собрание музея
В фондах музея около 15 тысяч единиц хранения. Представлены коллекции нумизматики, гравюр И. П. Пожалостина и живописи художников В. Г. Ермаковой, И. А. Мухина, Н. Г. Козлова и других, бытовых предметов и этнографических материалов, фотографий и документов о знаменитых земляках, среди которых поэтесса А. П. Бунина, генерал М. Д. Скобелев, герои войны 1812 года А. С. Кайсаров и П. А. Кикин, писатель И. И. Макаров, артисты Б. К. Новиков и А. И. Окаёмов, учёные К. А. Большаков, В. Д. Тимаков и В. И. Стручков.

## Экспозиции музея
Общая площадь музея 168,2 м². В музее работает стационарная экспозиция «История Ряжского края с древнейших времён», представленная следующими разделами:
- Археология Ряжского края
- Ряжск — город-крепость
- Ряжск — город уездный (конец XIX — начало XX века)
- Зал защитников Отечества
- Ряжский край в XX веке
- Этнография Ряжского края

В музее работают два выставочных зала, в которых проходят выставки художников и мастеров прикладного искусства.